# Wincenty Swoboda
Wincenty Swoboda (ur. 6 października 1934 w Tarnowskich Górach, zm. 29 września 2000 w Poznaniu) – polski historyk, badacz dziejów Bałkanów.

## Życiorys
Był synem oficera zawodowego. Po ukończeniu w 1952 liceum w Tarnowskich Górach, podjął studia historyczne na Uniwersytecie Poznańskim. Pod kierunkiem prof. Henryka Łowmiańskiego napisał i obronił w 1956 pracę magisterską: Rola Litwy w walce Rusi z Tatarami do 1380 roku. Po studiach rozpoczął pracę w Instytucie Słowianoznawstwa PAN, jako redaktor i współautor Słownika Starożytności Słowiańskich. Pod kierunkiem prof. Gerarda Labudy w 1963 obronił pracę doktorską: Zorganizowane ruchy religijno-społeczne w Polsce w XIII i XIV wieku. Po doktoracie skoncentrował się na badaniu stosunków Słowian i ludów tureckich. W 1996 roku uzyskał habilitację na Wydziale Historycznym Uniwersytetu Adama Mickiewicza w Poznaniu, na podstawie serii prac pod wspólnym tytułem: Słowiańszczyzna i Polska w VII-XVI wieku. Wybrane zagadnienia z dziejów oddziaływań etnicznych i ideologicznych.
Był członkiem dwóch komisji Polskiej Akademii Nauk – Komisji Slawistycznej i Komisji Bałkanistyki. W tej drugiej przez wiele lat zajmował stanowisko wiceprezesa.

## Wybrane publikacje
- (redakcja) Testimonia najdawniejszych dziejów Słowian, Z. 2: Pisarze z V-X wieku, Seria Grecka, wydali Alina Brzóstkowska i Wincenty Swoboda, Wrocław: Zakład Narodowy im. Ossolińskich 1989.
- Warna 1444, Kraków: Krajowa Agencja Wydawnicza 1994.
- (redakcja) Testimonia najdawniejszych dziejów Słowian, Z. 3: Pisarze z VII-X wieku, wyd. Alina Brzóstkowska i Wincenty Swoboda, Warszawa: Slawistyczny Ośrodek Wydawniczy 1995.
- (redakcja) Testimonia najdawniejszych dziejów Słowian. Seria grecka, Z. 4: Pisarze z VIII-XII wieku, wyd. Alina Brzóstkowska i Wincenty Swoboda, Warszawa: Slawistyczny Ośrodek Wydawniczy 1997.
- (współautor) Księga promocji Wydziału Sztuk Uniwersytetu Krakowskiego z XV wieku, wyd. Antoni Gąsiorowski, przy współpracy Tomasza Jurka, Izabeli Skierskiej, Wincentego Swobody, Kraków: PAU 2000.
- ponad 650 haseł do Słownika Starożytności Słowiańskich
- ponad 180 haseł do Wczesnej Słowiańszczyzny. Przewodnika po dziejach literatury przedmiotu.